# Cette nuit-là (roman)

Cette nuit-là est un roman écrit par l'auteur Canadien Linwood Barclay en 2007 et paru sous le titre originel No time for Goodbye. Il a été traduit en 40 langues, et notamment en français par Marieke Surtel,, Il s'agit d'un roman policier, thriller.

## Synopsis
« Vous vous réveillez un matin, la maison est vide, votre famille a disparu... »
Le roman commence avec Cynthia Bigge, âgée de quatorze ans qui se réveille un matin de mai 1983. La veille, après une dispute avec ses parents, elle a fait le mur pour la première fois, telle une adolescente rebelle devant l'autorité familiale. Le lendemain, plus aucune trace de ses parents, Clayton et Patricia, ni de son petit frère Todd. Et aucun indice.
Après leur disparition Cynthia est adoptée par sa tante, Tess Berman. Elle épouse ensuite Terry Archer avec qui elle a une fille, Grace. Vingt-cinq ans après la disparition de sa famille, Cynthia est toujours hantée par des questions sans réponse. Sa famille a-t-elle été assassinée ? Si oui, pourquoi a-t-elle été épargnée ? Et s'ils sont en vie, pourquoi l'ont-ils abandonnée si cruellement ? Elle n'en sait toujours pas davantage. Jusqu'à ce qu'un coup de téléphone fasse ressurgir le passé...
Une intrigue qui se joue de nos angoisses les plus profondes,.

## Succès
Cette nuit-là est le premier best seller de l'auteur. Il va en effet propulser la carrière de Linwood Barclay et lui permettre d'être aujourd'hui reconnu comme l'un des grands maitres du Thriller. Succès international, le roman fut vendu a 500 000 exemplaires en Allemagne et aux États-Unis. C'est néanmoins au Royaume-Uni qu'il rencontra le plus de succès : numéro un des ventes durant 7 semaines et vendu à 636 105 exemplaires, il est la meilleure vente de l'année 2008 en Angleterre.
En France, il s'écoule à 200 000 exemplaires,.
À la suite de ce premier succès, Linwood Barclay publie de nombreux romans tels que : Les voisins d'à-côté en 2008, Crains le pire en 2009, Contre toute attente en 2013 qui fera l'objet d'une adaptation cinématographique française en 2018 nommée L'accident

## Critiques
Ce roman a reçu un grand nombre de critiques positives. Tout d'abord au Royaume Uni, avec des éloges dans Daily Express ou encore The Guardian. En France, les critiques restent toutes aussi positives dans les magazines, cité par exemple dans Ici Paris "Un roman sans temps mort, avec une intrigue d'une redoutable efficacité et un suspens maîtrisé jusqu'à la dernière page. Un petit régal". Il est reconnu par des auteurs comme Robert Crais ayant présenté l'ouvrage comme "Une sorte de montagne russe émotionnelle avec des révélations à couper le souffle", ou par Tess Gerritsen ayant annoncé que le roman était "Un des meilleurs thrillers de l'année !".